# (16065) Borel
(16065) Borel ist ein Asteroid des Hauptgürtels, der am 11. September 1999 vom italo-amerikanischen Astronomen Paul G. Comba am Prescott-Observatorium (IAU-Code 684) in Arizona entdeckt wurde.
Der Asteroid wurde am 11. November 2000 nach dem französischen Mathematiker und Marineminister Émile Borel benannt, dessen Beiträge zur nach ihm benannten Borelschen σ-Algebra, zur Wahrscheinlichkeitstheorie und Maßtheorie damit gewürdigt wurden.